# João 3

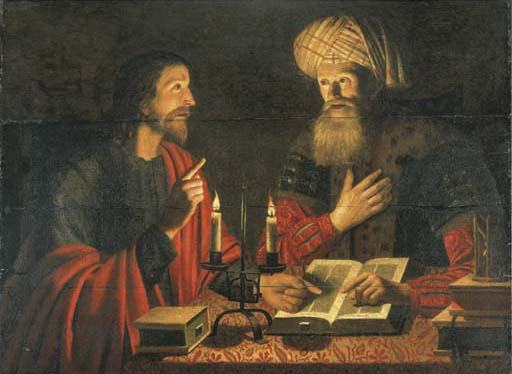
Cristo conversando com Nicodemos.
Entre 1616 e 1645. Por Crijn Hendricksz.

João 3 é o terceiro capítulo do Evangelho de João no Novo Testamento da Bíblia.

## Nicodemos
A primeira parte do terceiro capítulo de João começa com Nicodemos, um dos "principais" entre os judeus, vindo conversar com Jesus, a quem ele chama de "rabi". Os milagres de Jesus já o tinham convencido de que ele "estava com Deus"'. Em resposta, Jesus declarou, «Em verdade, em verdade te digo que se alguém não nascer de novo, não pode ver o reino de Deus.» (João 3:3) Nicodemos, confuso e cético, pergunta: «Como pode um homem nascer, sendo velho? pode, porventura, entrar novamente no ventre de sua mãe e nascer?» (João 3:) Jesus em seguida eplica o que significa "nascer de novo" e o caminho para o céu. «Em verdade, em verdade te digo que se alguém não nascer da água e do Espírito, não pode entrar no reino de Deus.» (João 3:5) Essa passagem é uma alusão a Ezequiel 36.24-27, que fala sobre a purificação com água e a transformação interior pelo Espírito de Deus. Essa ideia de um novo começo e transformação decisiva na vida de uma pessoa também é encontrada em outras passagens proféticas do Antigo Testamento, como Jeremias 31.33-34 e Ezequiel 11.19-20. Nicodemos, sendo um mestre em Israel, deveria estar ciente dessa realidade espiritual, mas não estava. A fala de Jesus também destaca que essa falta de compreensão se estendia aos outros membros do Sinédrio, como indicado pelo uso dos pronomes pessoais no plural nas declarações de Jesus em João 3:7 e 3:11.
Jesus se autodenomina "Filho do homem" e como apenas a fé n'Ele é o caminho para a vida eterna, uma doutrina resumida numa das mais famosas passagens de João, «Pois assim amou Deus ao mundo, que deu seu Filho unigênito, para que todo o que nele crê, não pereça, mas tenha a vida eterna.» (João 3:16) Esta seção tem, portanto, o objetivo de mostrar a importância da fé em Jesus como Filho de Deus. Ele aparece como já se declarando o Messias e especificando diversos aspectos da teologia cristã, ao contrário do que acontece no Evangelho de Marcos, por exemplo, no qual Jesus parece estar tentando manter em segredo sua divindidade até a viagem final a Jerusalém.
Nicodemos aparece neste episódio, em João 7 e em João 19 como um dos responsáveis por ajudar José de Arimateia no sepultamento de Jesus.

## Jesus batiza
Na segunda parte deste capítulo, João contrasta os ensinamentos de Jesus sobre "nascer de novo" com uma cena de Jesus batizando. Segundo a narrativa, Jesus segue pela Judeia com seus discípulos e realiza batismos. João Batista é outro que estava batizando nas redondezas e seu discípulos o informam que Jesus estava batizando mais gente do que ele. João responde: 
| “ | «O homem não pode receber coisa alguma, se do céu não lhe for dada. Vós mesmos me sois testemunhas de que eu disse: Eu não sou o Cristo, mas sou enviado adiante dele. O que tem a esposa, é o esposo; mas o amigo do esposo, que está presente e o ouve, muito se regozija por causa da voz do esposo. Pois este meu gozo está completo.É necessário que ele cresça, e que eu diminua.» (João 3:27–30) | ” |

Esta passagem tem por objetivo demonstrar que João aceita a superioridade de Jesus e enfatiza a fé n'Ele como caminho para a vida eterna.